# 1963 у літературі

## Нагороди
- Нобелівську премію з літератури отримав грецький поет Йоргос Сеферіс.

## Народились
- 12 квітня — Ренато Баретич, хорватський поет, письменник і журналіст.
- 8 червня — Луц Зайлер, німецький письменник.
- 24 серпня — Ірса Сігурдардоттір, ісландська письменниця.

## Померли
- 14 грудня — Василь Симоненко, український поет і журналіст, шістдесятник.

## Нові книжки
- Брати Стругацькі. Важко бути богом